# 달베르티반지꼬리주머니쥐
달베르티반지꼬리주머니쥐(Pseudochirops albertisii)는 반지꼬리주머니쥐과에 속하는 유대류의 일종이다. 인도네시아와 파푸아뉴기니에서 발견된다. 자연 서식지는 아열대 또는 열대 기후 지역의 건조림이다.